# Proteste a Belgrado del 1991
Le proteste a Belgrado del 1991 hanno avuto luogo dal 9 al 14 marzo nella capitale della Jugoslavia, con manifestazioni di protesta trasformatesi in una rivolta caratterizzata da violenti scontri tra manifestanti e polizia.
La manifestazione di massa iniziale che ebbe luogo il 9 marzo 1991 fu organizzata dal Movimento serbo per il rinnovamento (SPO) di Vuk Drašković, un partito politico di opposizione che protestava contro il governo di Slobodan Milošević e il suo Partito socialista serbo, e in particolare il loro improprio uso politico di TV Belgrado. Due persone morirono per la conseguente violenza e il governo ordinò quindi l'esercito popolare jugoslavo di pattugliare le strade della città. La polizia arrestò diversi importanti funzionari SPO e bandì l'attività di due organi di informazione ritenuti ostili al governo. Le proteste vengono definite in serbo come Devetomartovski protest, cioè la protesta del 9 marzo, per via di questo evento iniziale.
Il 10 marzo, altre proteste attirarono grandi folle grandi, con la partecipazione dei i leader del Partito Democratico (DS), con alcuni che si riferivano ad esse come una "rivoluzione di velluto". L'11 marzo, i sostenitori del governo hanno risposto organizzando una propria controprotesta. Le proteste si sono concluse il 14 marzo quando i leader del SPO sono stati rilasciati dalla custodia della polizia. Il governo ha sostituito il direttore della televisione di stato e il ministro degli Interni.

## Contesto
Nonostante varie questioni politiche ed economiche aperte, la Repubblica Federale Socialista di Jugoslavia esisteva ancora nel marzo 1991, con la Repubblica Socialista di Serbia come parte costituente più grande e popolosa. Il sistema politico multipartitico era stato introdotto meno di un anno prima, nel 1990, il che significa che invece del ramo serbo della Lega dei comunisti (SKS) che governava da 45 anni, il panorama politico serbo era ancora una volta, per il prima volta dai primi anni '40, costellata da molti partiti.
Tuttavia, solo tre partiti potevano vantare una presa reale sulla società: il Partito socialista serbo (SPS) di Slobodan Milošević, il Movimento serbo di rinnovamento di Drašković (SPO) e il Partito democratico (DS) guidato all'epoca da Dragoljub Mićunović assieme ai futuri leader politici Zoran Đinđić e Vojislav Koštunica.
Oltre alla turbolenza politica in ciascuna delle sei repubbliche costituenti del paese, anche la situazione della sicurezza nella Jugoslavia stava peggiorando. Gli incidenti erano particolarmente frequenti nella Repubblica socialista della Croazia, dove i due gruppi etnici costituenti - croati e serbi - iniziarono a scontrarsi in seguito alla vittoria elettorale del maggio 1990 del partito nazionalista di destra Unione democratica croata (HDZ) che perseguiva una politica di secessione dalla federazione jugoslava, politica che i serbi di Croazia hanno ostacolato con una serie di azioni definite come la rivoluzione dei ceppi. Nella primavera del 1991, la situazione in Croazia divenne estremamente tesa e pochi giorni prima della protesta del 9 marzo a Belgrado, avvenne l'incidente di Pakrac.
Nel frattempo, in Serbia, Milošević controllava con fermezza tutti i pilastri del potere: egli stesso era il presidente della Repubblica; il suo partito SPS, grazie alla sua enorme maggioranza parlamentare (194 seggi su 250), formò facilmente un governo stabile guidato dal primo ministro Dragutin Zelenović (ex apparatchik comunista, in quel momento estremamente fedele a Milošević). Inoltre, attraverso persone di fiducia del partito come il direttore generale della televisione radiofonica Belgrado Dušan Mitević, Milošević aveva una stretta presa sui media più influenti, spesso usandoli per i propri fini, sebbene ancora non in maniera sfacciata come avrebbe fatto più tardi nel corso degli anni novanta.
D'altra parte, l'opposizione guidata principalmente da SPO (19 seggi parlamentari su 250) e, in misura minore, DS (7 seggi) era afflitta da litigi interni, scontri personalistici e questioni di basso livello.
Sebbene Drašković e la SPO fossero già stati coinvolti nella battaglia politica, spesso sporca e personale, con Slobodan Milošević, sua moglie Mira Marković e i loro alleati all'interno dell'amministrazione serba, questo antagonismo si è particolarmente intensificato in seguito alle elezioni parlamentari e presidenziali congiunte del 9 dicembre, 1990, dove Milošević e il Partito socialista serbo (SPS) ottennero una vittoria schiacciante, ma Drašković ottenne comunque un notevole risultato con oltre 800 000 voti nella corsa presidenziale che lo rese la figura di opposizione più significativa. Dal momento che il loro accesso ai media controllati dallo stato, sia cartacei che elettronici, era piuttosto limitato, Drašković e il suo partito hanno spesso criticato e ridicolizzato la leadership serba attraverso il settimanale Srpska reč, pubblicato dalla SPO, edito da sua moglie Danica. Uno dei numeri del febbraio 1991 rappresentava Mira Marković con i baffi di Stalin e il titolo Šta hoće generali ("Cosa vogliono i generali").
La risposta del governo fu un commento anti-SPO letto dal giornalista televisivo di Belgrado Slavko Budihna durante il telegiornale quotidiano centrale Dnevnik 2 il 16 febbraio 1991. Tra l'altro Budihna affermò: 
Il giorno seguente, il 17 febbraio, il commento venne pubblicato nella sua interezza dal quotidiano Politika ekspres. La risposta di Drašković a questo palese abuso dei media fu quella di chiedere una ritrattazione immediata, ma diversi giorni dopo il 19 febbraio il management di TV Belgrado, in particolare il capo della sua divisione di notizie Predrag Vitas, lo rifiutò spiegando che "le ritrattazioni sono emesse solo nei casi di diffusione di informazioni inaccurate, ma non per i commenti". Determinato a non lasciare cadere la cosa, il giorno seguente, il 20 febbraio, Drašković lanciò un appello alla manifestazione di piazza per il 9 marzo, in cui i manifestanti avrebbero richiesto pubblicamente la ritrattazione del pezzo diffamatorio originale. Da allora in poi Drašković si riferì spesso alla TV di Belgrado in termini derogatori come TV Bastille:
Tuttavia, mentre la causa immediata della manifestazione era apparentemente specifica e ristretta, questa protesta aveva anche un aspetto ideologico più ampio. Dal suo stesso nome Protesta contro la stella rossa fino a numerosi esempi di insegne realiste tra la folla, Drašković stava facendo leva sulle vecchie questioni tra cetnici e partigiani jugoslavi di cui all'epoca si iniziava a parlare di nuovo pubblicamente dopo quasi 50 anni.}
Quando la SPO annunciò la protesta per il 9 marzo, il DS restò in attesa. La loro relazione con SPO a quel tempo era piuttosto fredda perché due delle figure di spicco di DS, Kosta Čavoški (uno dei 13 fondatori) e Nikola Milošević (membro di alto rango), avevano recentemente lasciato il partito per formare il Partito Liberale Serbo e collaborare apertamente con SPO. Inoltre, ideologicamente parlando, le due parti avevano ben poco in comune oltre alla loro posizione generale anti-Milošević. E questa protesta inizialmente non era chiaramente anti-Milošević tanto quanto era stata provocata dalla faida che SPO aveva avuto con la TV di stato.
Alla fine, nessun membro del DS entrò nella lista dei relatori, ma molti sostenitori decisero di presentarsi alla protesta come singoli individui.
I motivi della protesta variavano. È stata variamente descritta come una protesta contro la guerra, o come una protesta contro le politiche conflittuali dell'SPS, particolare contro la loro completa esclusione dell'opposizione dalla politica statale.

## Protesta

### In vista della manifestazione del 9 marzo
Nei giorni seguenti all'appello di Drašković alla piazza, la SPO ha ribadito la sua richiesta di ritrattazione del controverso commento del telegiornale, ma ha anche formulato un elenco ufficiale di richieste. Volevano che l'Assemblea nazionale serba, come istituzione fondativa di TV Belgrado, "vietasse a SPS e SK-PzJ di creare e condurre politiche editoriali e di assunzione del personale della rete televisiva". Volevano inoltre che i due canali di TV Belgrado fossero "non partigiani e accessibili a tutti i partiti politici in proporzione alle loro dimensioni e forza elettorale". Inoltre, chiedevano le dimissioni del personale chiave di TV Belgrado - il direttore Dušan Mitević, così come altri quattro redattori e personalità in onda: Slavko Budihna, Predrag Vitas (capo della divisione notizie), Ivan Krivec e Sergej Šestakov. E infine, hanno chiesto "la fine dell'ostruzionismo contro Studio B e Yutel ". Altri partiti di opposizione, tra cui il Partito Democratico (DS), il Partito contadino popolare (NSS), il Partito radicale popolare (NRS), la Nuova democrazia (ND), il Forum democratico e il Partito Liberale Serbo, hanno aderito e sostenuto l'insieme delle richieste.
Nei giorni che precedettero la protesta, Milošević sembrava intenzionato a non permettere che avesse luogo.
Giovedì 7 marzo, la sezione di polizia della città di Belgrado vietava la protesta, citando "il luogo e l'ora del giorno in cui la manifestazione è considerata dirompente per l'ordine pubblico e un flusso di traffico senza ostacoli".  In alternativa, suggerivano l'ampio spazio aperto di Ušće come luogo per la protesta, ma la SPO rifiutò immediatamente di spostare il luogo di protesta.
Vedendo che l'incontro in Piazza della Repubblica non sarebbe stato consentito dalla polizia, e realizzando così il potenziale per gli scontri di strada, Drašković sembrava interessato a una mediazione o di un accordo indiretto dell'ultimo minuto, facendo chiedere ai suoi parlamentari della SPO un incontro parlamentare immediato. Tuttavia, tale richiesta fu categoricamente respinta dalla maggioranza SPS.  Alla fine, l'8 marzo, un giorno prima della prevista protesta, i parlamentari della SPO richiesero un incontro personale con Milošević nel suo gabinetto, ma questa volta Milošević non si degnò nemmeno di dar loro una risposta.
L'amministrazione di Milošević sembrava fiduciosa, persino arrogante, di possedere mezzi e supporto sufficienti per fermare la protesta.

### 9 marzo

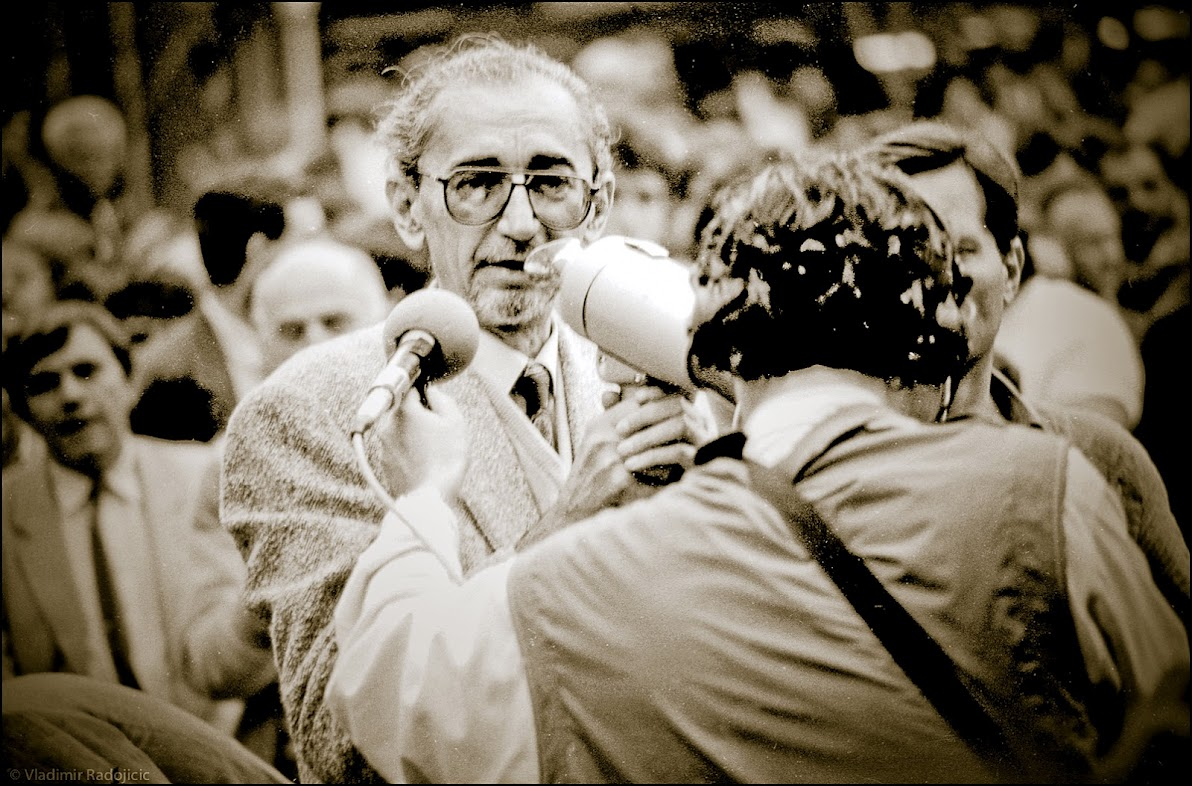
Il famoso scrittore serbo Borislav Pekić è stato uno dei tanti serbi noti che hanno preso parte alla protesta del 9 marzo

Il 9 marzo 1991 fu un sabato di bel tempo, parzialmente soleggiato, leggermente ventoso alla fine dell'inverno. La protesta era prevista in Piazza della Repubblica a Belgrado, un'ampia area aperta proprio nel centro della città. Al mattino presto la piazza era già piena di una folla considerevole. Anche la presenza della polizia era notevole. Subito dopo le 10 la polizia (composta da membri provenienti da tutta la Serbia e dai membri della riserva di polizia) ha stabilito il controllo sulla maggior parte delle strade del centro città e ha bloccato le strade principali in direzione di Belgrado.
Ciò ha portato a numerosi incidenti in diverse parti del centro città prima ancora che la manifestazione di protesta iniziasse mentre la polizia cercava, spesso brutalmente, di fermare il flusso di persone che si dirigevano verso la piazza. Poco dopo, le schermaglie ebbero inizio nella stessa piazza: la polizia iniziò a usare veicoli corazzati, cannoni ad acqua e gas lacrimogeni nel tentativo di scacciare i manifestanti. I manifestanti infuriati iniziarono a rispondere, alcuni armati di bastoni, pali dei segnali stradali, palanchini o qualsiasi altra cosa su cui poter mettere le mani. La folla delle strade adiacenti derideva la polizia, gridando loro con rabbia di "andare a Pakrac" o "andare in Kosovo". Alcuni manifestanti che riuscirono a entrare in piazza fecero allusioni alla rivoluzione rumena del 1989 cantando "alea alea Securitatea" mentre definivano fascista Milošević.
Mentre battaglie e schermaglie si svolgevano già da più di un'ora, il clamore di massa iniziò intorno alle 11:30, quando una grande folla di manifestanti tenuta sotto controllo fino a quel punto vicino al ristorante Ruski riuscì a sfondare il cordone della polizia. Urlando "Ustaše, Ustaše" alla polizia, i manifestanti iniziarono a spostarsi ulteriormente nella piazza vicino al monumento mentre la polizia tentava senza successo di fermarli con un cannone ad acqua.
Allo stesso tempo, i relatori in programma, incluso Drašković, avevano avuto problemi a rendersi sul posto. Insieme al suo entourage composto da circa 200 membri SPO, poco dopo le 11:30 Drašković era all'incrocio tra via 29 novembre e Vašingtonova, circondato dal cordone di polizia che non voleva lasciarli unire ai manifestanti in Piazza della Repubblica. Cercò di ragionare con loro, facendo appello ai loro capi per farlo entrare in piazza "per calmare la folla e prevenire spargimenti di sangue". Circa 15 minuti dopo, la polizia li fece passare senza troppa resistenza.
Entrando nella piazza, le dimensioni impressionanti della folla probabilmente sorpresero persino lo stesso Drašković, poiché l'intera area era letteralmente inondata di gente. Fiancheggiato da persone a lui fedeli (tra cui alcuni importanti membri dei bassifondi di Belgrado come Đorđe "Giška" Božović e Aleksandar "Knele" Knežević, che essenzialmente agivano come sue guardie del corpo), Drašković si arrampicò sul Monumento equestre al Principe Mihailo e tentò di rivolgersi alla grande folla usando un megafono.
Le stime sul numero di persone nella folla variano: meno di 70 000, circa 100 000, o oltre a 150 000
Rendendosi conto che pochissimi potevano sentirlo, Drašković decise quindi di chiedere il permesso al vicino personale del Teatro Nazionale di rivolgersi alla folla dal suo balcone, che offriva una bella vista dell'intera piazza.
L'autorizzazione fu concessa dall'allora direttore Vida Ognjenović (un importante membro di DS), quindi Drašković salì sul balcone e iniziò un discorso infuocato spesso interrotto da un fragoroso applauso:
Non ti dirò tutto quello che è successo da stamattina; abbiamo attraversato tutte le diverse barriere della polizia, così mostrando che nessun ostacolo ci fermerà.
Vi saluto eroi!
L'ho detto un mese fa - anche quando i bolscevichi non mi credevano - e lo dirò di nuovo proprio in questo momento: oggi, di fronte al nostro giusto Principe [riferendosi alla statua del principe Mihailo Obrenović che domina la piazza], e specialmente tra poco quando inizieremo a marciare su TV Bastille, mostreremo il cuore serbo e mostreremo la persistenza serba.
Sfortunatamente, non abbiamo altro modo!
Eroi, vi ricordo le parole del nostro patriarca pan-serbo della nostra mente pan-serba, il vladika Njegoš : "Ciascuno è nato per morire nua volta sola". Hanno tempo fino alle 15:30 per rilasciare una ritrattazione e offrire le dimissioni, e se lo fanno torneremo qui a questo raduno pan-serbo di unità nazionale. A causa della brutale azione della polizia nei confronti di persone disarmate, chiediamo anche che il Ministro degli Interni si dimetta alla prossima sessione parlamentare.
Il presidente della Repubblica [Slobodan Milošević] deve ponderare tra due scelte di fronte a lui: ad un'estremità ci sono le vostre vite e quelle di molti poliziotti, poiché ho sentito che i nostri ragazzi hanno sequestrato un sacco di armi automatiche in combattimenti con la polizia oggi - su quel piatto della bilancia ci sono così tante vite, la libertà, l'onore e la pace della Serbia - mentre dall'altra parte della scala ci sono solo 5 dimissioni e una ritrattazione.
Lascia che il Presidente decida ciò che vuole, io ho fatto la mia scelta: guiderò la carica oggi sulla televisione, pronto a morire!»
Il suo ultimo annuncio mise lo squadrone di polizia (guidato dal lealista di Milošević Radovan "Badža" Stojičić) in modalità di massima allerta. Dopo che Drašković ebbe finito, altre persone presero il microfono, tra cui Milan Paroški, Žarko Jokanović, Leon Koen, Milan Komnenić e Borislav Mihajlović Mihiz . Erano presenti anche Dragoslav Bokan e Borislav Pekić.
Verso mezzogiorno, nel bel mezzo del discorso di Mihiz, la polizia entrò nella piazza con gas lacrimogeni e iniziò una battaglia in piena regola. Tuttavia, sopraffatta e superata dalla folla, la polizia si ritirò mentre cercava di tenere sotto controllo i manifestanti con i cannoni ad acqua. La situazione si stava deteriorando, le aiuole venivano rovesciate e pietre e cemento gettati sui veicoli della polizia. Drašković non sembrava spaventato dalle scene di violenza sottostanti, e se non altro lo stimolava. Ad un certo punto ha persino urlato "Juuuuuuriš" (Carica) nel microfono come farebbe un generale di campo sulla scena della battaglia.
La protesta si è poi diffusa in strade e piazze adiacenti e la maggior parte del centro di Belgrado assomigliava presto a una zona di guerra. A questo punto, la polizia è riuscita a raggrupparsi e rafforzare il loro numero e ha iniziato a rispondere e ad attaccare molto più energicamente.
Tuttavia, per circa sette ore i manifestanti hanno controllato la città poiché la maggior parte della polizia stava sorvegliando l'edificio di TV Belgrado e Dedinje. Secondo fonti, circa 200 poliziotti e 180 guardie di sicurezza, oltre a 200 agenti televisivi con addestramento militare di base a cui erano stati dati AK-47, stavano sorvegliando l'edificio televisivo. [16]
Nel pomeriggio Drašković, insieme a un folto gruppo di manifestanti, tentò senza successo di prendere d'assalto la sessione dell'Assemblea nazionale serba. Appena uscito dall'edificio, fu arrestato insieme al vice presidente della SPO Jovan Marjanović. Tra i poliziotti che gestivano l'arresto di Drašković c'era anche Naser Orić.
Il presidente serbo Slobodan Milošević richiese che la presidenza della Jugoslavia dispiegasse le truppe dell'esercito popolare jugoslavo per reprimere la protesta. Borisav Jović ha contattato telefonicamente gli altri membri della Presidenza e l'esercito è stato effettivamente schierato, ma gli sloveni hanno successivamente affermato che la mossa è stata effettuata in modo incostituzionale.
La sera, Milošević si è rivolto alla nazione tramite la radio. Pur non menzionando nessuno per nome, ha caratterizzato gli eventi della giornata come orchestrati da "forze del caos e della follia che minacciano di ripristinare tutto ciò contro cui il popolo della Serbia è insorto mezzo secolo fa".
Carri armati e macchine blindate intanto circolavano per le strade.
La radio B92 e la televisione Studio B furono bandite e interruppero la trasmissione. 203 manifestanti vennero feriti e altri 108 arrestati il 9 marzo.
636 persone in tutto vennero arrestate in seguito alla protesta.

#### Vittime
La protesta causò due vittime. Il 9 marzo intorno alle 15:30 mentre scappava dalla folla di manifestanti in via Masarikova vicino a Beograđanka, il poliziotto 54enne Nedeljko Kosović morì a causa di ripetuti colpi alla testa.
Più tardi, il 17enne manifestante Branivoje Milinović venne ucciso da un proiettile vagante. Le circostanze della sua morte sono contrastanti poiché alcuni rapporti affermano che Milinović morì mentre la folla stava prendendo d'assalto l'edificio del parlamento della SR Serbia mentre altri dicono che venne ucciso da un proiettile di gomma quando un gruppo di poliziotti all'angolo di Admirala Geprata e Kneza Miloša ha aperto il fuoco in direzione dei manifestanti di fronte al London Cafe. L'inchiesta sulla sua morte è stata recentemente riaperta.

### 10 marzo
Il giorno successivo, il 10 marzo, Belgrado si è svegliato con il titolo anti-opposizione "Rušilački pohod" (Crociata distruttiva) sulla prima pagina di Politika, il più importante dei quattro quotidiani pubblicati all'epoca in città. A cura della lealista di Milošević Žika Minović, il resto del numero di quel giorno non era molto diverso - dei 51 pezzi totali sugli eventi del giorno precedente, 49 presentavano una forte condanna dell'opposizione, SPO e Drašković. [21] Večernje novosti, a cura di Rade Brajović, ha pubblicato un numero abbastanza equilibrato del 10 marzo, coprendo principalmente gli eventi in modo neutrale ed evitando esplosioni emotive a favore di una delle parti. Tuttavia, secondo il giornalista del giornale Miroslav Turudić, alla riunione dello staff quella stessa domenica sera il caporedattore Brajović aveva contestato la copertura del giornale sulle proteste. Oltre a decidere di indirizzare chiaramente la copertura dell'emissione del giorno seguente dalla parte di Milošević, Brajović ha anche pubblicato un commento in cui critica apertamente la precedente copertura delle proteste da parte del giornale.
Il partito DS tenne una conferenza stampa con il suo presidente Dragoljub Mićunović e con i membri Zoran Đinđić e Vojislav Koštunica, esprimendo sostegno a Drašković e SPO mentre condannava le azioni del governo. Đinđić così descrisse gli eventi del giorno precedente: "la polizia sta realizzando un piano, il piano personale di un uomo, un uomo che ha deciso che questa protesta non può e non avrà luogo" continuando a dire che "la catastrofe è avvenuta a causa dell'incapacità di quelli che danno ordini alla polizia di adattarsi alla situazione in rapida evoluzione sul campo ".
Durante la tarda serata, una grande folla ha iniziato a riunirsi, questa volta di fronte alla fontana di Terazije. La protesta ora assunse un tono più civile, anche se c'erano ancora incidenti sul ponte di Branko quando un gruppo di 5 000 studenti dell'Università di Belgrado si diressero verso il centro dalla loro residenza a Studentski Grad per unirsi ai manifestanti ma furono fermati dalla polizia. Venne usato spray al pepe e alcuni studenti vennero picchiati, ma alla fine fu loro permesso di passare e unirsi alla folla di Terazije. Tra le persone che negoziavano con la polizia sul ponte c'era anche il membro del Partito Democratico (DS) Zoran Đinđić.
L'assembramento di fronte alla fontana di Terazije fu guidato e moderato dall'attore Branislav Lečić con varie figure della vita pubblica serba come lo sceneggiatore Dušan Kovačević, l'attore Rade Šerbedžija e persino il Patriarca Pavle che si rivolgevano a turno alla folla. Nei suoi discorsi, Lečić si riferiva spesso alla manifestazione come una "rivoluzione di velluto" mentre teneva in mano un panda imbottito e disegnava un parallelo con le proteste cecoslovacche del novembre 1989.
La protesta si è estesa anche in termini di figure politiche che vi si sono unite, con i membri di DS che ora vi prendevano parte ufficialmente. La componente antigovernativa era ora più evidente tra la folla. I manifestanti, composti in gran parte da studenti, chiedevano la liberazione di Drašković e Jovan Marjanović. Oltre alle precedenti proteste per le dimissioni di Dušan Mitević, ora chiedevano anche le dimissioni del ministro degli Interni Radmilo Bogdanović. Chiedevano inoltre la revoca del divieto di trasmissione per Radio B92 e RTV Studio B.

### 11 marzo
L'11 marzo, il governo serbo organizzò una contromanifestazione di massa sul prato di Ušće con il motto "Per la difesa della Repubblica, per costituzionalità, libertà e democrazia". Il raduno tentava di dimostrare che i manifestanti in Piazza della Repubblica e a Terazije non rappresentavano in alcun modo i desideri e i desideri della maggioranza della popolazione serba. Usando metodi di astroturfing precedentemente sviluppati e testati, il governò portò molti lavoratori pubblici a Belgrado da altre parti della Serbia per l'occasione e utilizzò il suo controllo sulla TV di stato per gonfiare le dimensioni della folla. Tuttavia, una buona parte della folla era lì di propria spontanea volontà, in particolare le persone anziane e molti pensionati che erano il sostegno principale di Milošević. La parola venne stato lasciato ai membri e agli ideologi più importanti del suo partito all'epoca: Mihailo Marković, Dušan Matković, Živorad Igić, Radoman Božović, Petar Škundrić, ecc. Il discorso più controverso della giornatafu quello di Matković, a volte riferendosi ai manifestanti come "teppisti" e incitando i loro stessi sostenitori a "eliminarli".

### Fino al 14 marzo
Le proteste sono continuate e dopo quattro giorni di manifestazioni per lo più pacifiche (l'11 marzo ci sono state ulteriori scaramucce con la polizia), hanno raggiunto i loro obiettivi: Drašković e Marjanović sono stati liberati e Mitević e Bogdanović sono stati sostituiti.
Le manifestazioni si sono concluse dopo il 14 marzo